# كاميلا كينيون
كاميلا كينيون (بالإنجليزية: Camilla Kenyon)‏ (15 مايو 1876 - 25 سبتمبر 1957)؛ روائية أمريكية.